# 三浦羽花介
三浦羽花介（学名：Cytheropteron miurense）为尾花介科羽花介屬下的一个种。